# Epicypta lunata
Epicypta lunata är en tvåvingeart som beskrevs av Lane 1948. Epicypta lunata ingår i släktet Epicypta och familjen svampmyggor. Inga underarter finns listade i Catalogue of Life.